# Antonio García Quejido
Antonio García Quejido (Madrid, 16 de febrero de 1856-Madrid, 13 de junio de 1927) fue un político y sindicalista español, primer presidente de la Unión General de Trabajadores y primer secretario general del Partido Comunista de España.

## Biografía
Nació el 16 de febrero de 1856 en Madrid. De profesión tipógrafo, entró en contacto con el círculo marxista madrileño del ramo que dirigía Pablo Iglesias. Esta agrupación, conocida como Nueva Federación Madrileña, sería el embrión del nacimiento el 2 de mayo de 1879 del Partido Socialista Obrero Español, del que se convierte en uno de sus dirigentes. Como tal participaría en numerosos Congresos de la Segunda Internacional. 
En 1884 participa en el informe a la Comisión de Reformas Sociales, y en 1888 en la fundación de la Unión General de Trabajadores (UGT), de la que es elegido Presidente. Organiza el 1º de mayo de 1890 en Barcelona, y ese mismo año es reelegido presidente de la UGT. Entre 1894 y 1905 desempeñará el cargo de secretario general de la central sindical. En 1897 es elegido secretario del Comité Nacional del PSOE, aunque abandona la dirección de UGT al ser derrotada su propuesta de alianza con los republicanos burgueses. Se reintegrará como secretario general de UGT de 1899 a 1902. En 1901 edita el primer tomo de El Capital, de Karl Marx. Candidato socialista en numerosas elecciones, en 1909 fue elegido concejal del Ayuntamiento de Madrid. A partir de entonces se opuso a la alianza con los republicanos. En 1912 fue designado director de El Socialista, diario oficial del PSOE.

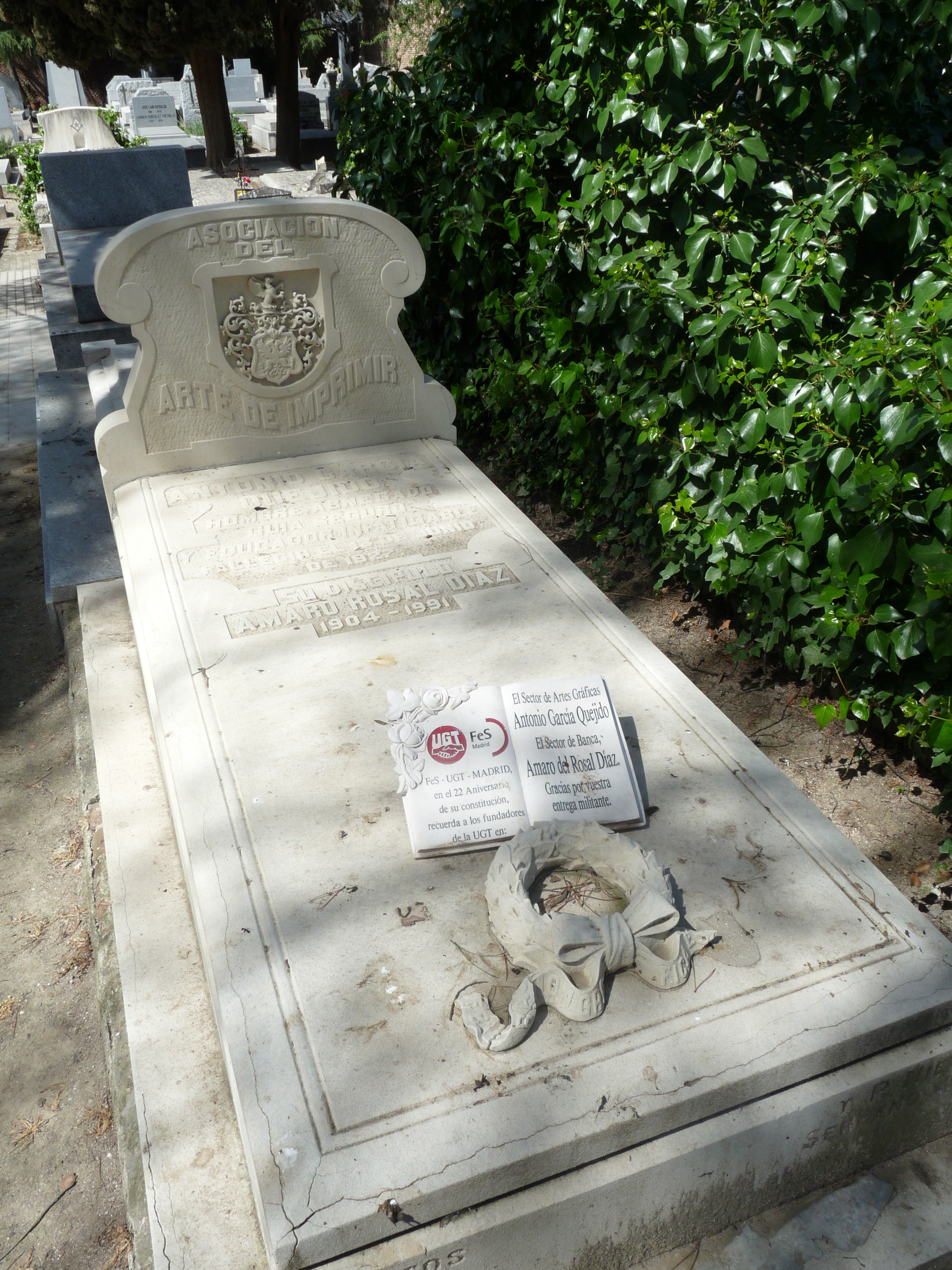
Tumba de García Quejido en el cementerio civil de Madrid

En 1914 se produce el estallido de la Primera Guerra Mundial, ante la cual se muestra en contra de ambos bandos imperialistas a diferencia de las posiciones aliadófilas de la mayoría de dirigentes del PSOE. Al estallar la Revolución rusa en 1917, es uno de los dirigentes socialistas partidarios del ingreso del PSOE en la III Internacional, a favor de lo que luchará en el seno del Partido hasta 1921, cuando se produce la escisión que da lugar al Partido Comunista Obrero Español (PCOE), del que es fundador; y posteriormente al Partido Comunista de España (PCE), del que es elegido primer secretario general. 
Falleció el 13 de junio de 1927 en Madrid, a los setenta y un años de edad. Escribió numerosos artículos en El Socialista, La Nueva Era, La Antorcha (órgano del PCE), una biografía de Pablo Iglesias bajo el pseudónimo de Fidel (Pablo Iglesias y el Partido Socialista, 1905) y Carlos Marx y la Internacional (1923).